# Martijn LeNoble
Martijn le Noble (Engels: Martyn LeNoble) (Vlaardingen, 14 april 1969) is een Nederlands basgitarist, die onder andere heeft gespeeld in de bands Porno for Pyros, The Cult, Thelonious Monster en Jane's Addiction.
LeNoble besloot in 1989 om Nederland te verlaten. Hij vestigde zich in Los Angeles in de Verenigde Staten. Na het ontmoeten van leden van de Red Hot Chili Peppers in een bar, werd hij gevraagd lid te worden van Thelonious Monster. Na korte tijd bij hen gespeeld te hebben als basgitarist, werd hij in 1992 gevraagd om samen te spelen met de band Porno for Pyros. LeNoble heeft samengewerkt met hen tot 1996. Porno for Pyros was toen bezig een album op te nemen.
LeNoble vertelde later dat hij tijdens de opname van dit album drie keer binnen één week was gearresteerd wegens drugsbezit. Hij werd in hechtenis genomen en omdat niemand wist waar hij was, werd hij tijdelijk vervangen door Mike Watt en Flea. Na zijn hereniging met Porno for Pyros realiseerde LeNoble zich dat hij definitief zou moeten breken met deze band als hij van zijn drugsverslaving af wilde komen. Hij ging echter opnieuw samenspelen met Perry Farrell en Stephen Perkins in de opnieuw gegroepeerde band Jane's Addiction, als vervanger van Eric Avery. Na een succesvolle tour in 2001 is LeNoble gestopt tijdens de opnames voor het album Strays.
LeNoble is kort lid geweest van The Cult, toen zij hergroepeerden in 1999. Hij is te zien op hun video Painted on my Heart, die zij opnamen als soundtrack voor Gone in 60 Seconds. LeNoble heeft in zijn turbulente carrière ook samengespeeld met: Dave Gahan, Marianne Faithfull, Scott Weiland, Daniel Lanois, Maria McKee, Econoline Crush, Layne Staley, ASG, Tom Morello, Mike Martt, Dave Navarro en vele anderen.
Een aanbod om te spelen met Metallica heeft hij afgeslagen om zich te richten op zijn eigen muziek. Op dit moment  werkt hij aan een solo-album.
LeNoble is getrouwd met actrice Christina Applegate. Het paar heeft samen een dochter.